# Vocca
Vocca (piemontesisch Voca) ist eine Gemeinde in der italienischen Provinz Vercelli (VC), Region Piemont.

## Lage und Einwohner
Vocca liegt im Valsesia und hat 158 Einwohner (Stand 31. Dezember 2023). Die Nachbargemeinden sind Balmuccia, Borgosesia, Cravagliana, Postua, Scopa und Varallo Sesia.
Das Gemeindegebiet umfasst eine Fläche von 20 km².